# Marcus Valerius Propinquus Grattius Cerealis
Marcus Valerius Propinquus Grattius Cerealis (vollständige Namensform Marcus Valerius Marci filius Galeria Propinquus Grattius Cerealis) war ein im 1. Jahrhundert n. Chr. lebender Angehöriger des römischen Ritterstandes (Eques). Durch eine Inschrift, die in Tarraco gefunden wurde, ist seine Laufbahn bekannt.
Cerealis wurde durch Titus (79–81) in den Ritterstand aufgenommen (adlecto in equite a Tito Imperatore) und war danach zweimal Praefectus fabrum. Im Anschluss folgte seine militärische Laufbahn (siehe Tres militiae). Cerealis wurde zuerst Kommandeur (Praefectus) der Cohors secunda Asturum, die in Germania stationiert war. Danach diente er als Tribunus in der Legio V Macedonica, die in der Provinz Moesia stationiert war. Zuletzt übernahm er im Range eines Präfekten die Leitung der Ala Phrygum und der Ala III Thracum, die beide  in der Provinz Syria stationiert waren. Nach Beendigung seiner militärischen Laufbahn wurde er in Tarraco zum Priester (Flamen) für den Kaiserkult in der Provinz Hispania citerior gewählt.
Cerealis war ein Angehöriger des Volksstammes der Edetani. Er war in der Tribus Galeria eingeschrieben. Cerealis war vermutlich der Vater von Marcus Valerius Propinquus Granius Grattius Cerealis Geminius Restitutus.